# Eljövendő világ (film, 1976)
Az Eljövendő világ vagy A tökéletes világ (eredeti cím: Futureworld) 1976-ban bemutatott amerikai science-fiction filmthriller, melyet Mayo Simon és George Schenck forgatókönyvéből Richard T. Heffron rendezett. Bár a film az 1973-as Feltámad a vadnyugat folytatása, annak rendezője és forgatókönyvírója, Michael Crichton, valamint a filmet forgalmazó Metro-Goldwyn-Mayer stúdió nem vett részt az elkészítésében. A film teljesen új szereplőgárdát vonultat fel: a főbb szerepekben Peter Fonda, Blythe Danner, Arthur Hill, Stuart Margolin és John P. Ryan látható. Az eredeti filmből csak Yul Brynner tért vissza egy rövid álomjelenet erejéig.
Az Amerikai Egyesült Államokban 1974. július 14-én mutatta be az American International Pictures, a film zömében negatív kritikákat kapott.

## Cselekmény
1985-ben, két évvel a Westworld tragédiája után a Delos vállalat újranyitja az élethű androidokkal benépesített létesítményét. Ezt megelőzően másfél milliárd dollárt költöttek annak biztonságosabbá tételére, a vadnyugati hangulatú Westworld részleget pedig bezárják. Chuck Browning újságíró és Tracy Ballard riporternő is meghívást kap a parkba, több más befolyásos vendég mellett. Browning még korábban megbeszélt egy találkozót a Delos egyik alkalmazottjával, aki állítása szerint tud a cég piszkos ügyleteiről, de az illetővel Browning szeme láttára végez egy merénylő. Halála előtt az alkalmazott még átad neki egy borítékot.
A létesítményben a vendégek többféle díszlet közül választhatnak (pl. ókori Róma vagy középkor), mindegyikben élethű robotok állnak rendelkezésükre, akár szexuális célból is. Browning és Ballard az űrutazást imitáló Futureworld részleget választja, kísérőjük Dr. Duffy megmutatja nekik a Delos cég lenyűgöző vívmányait, azt bizonygatva, hogy minden korábbi hibát kijavítottak. A riporterek megdöbbenve látják, hogy az irányítóközpontban is robotok dolgoznak. Este a vendégeket egy vacsora során a Delos emberei elkábítják és orvosi vizsgálatokat végeznek rajtuk, klónozás céljából. Más befolyásos vendégeket, köztük egy orosz tábornokot és egy japán politikust is megvizsgálnak. Pár órával később Ballard pánikolva ébred fel szobájában, rémálomként emlékezve vissza a vele történtekre.
Ballard és Browning kioson a szállásról és átkutatja a komplexum alsóbb szintjeit. Véletlenül bekapcsolnak egy klónozógépet, ekkora három szamuráj támad rájuk, de egy Harry nevű szerelő megmenti őket. Elviszi őket szálláshelyére, ahol barátjával, egy Clark nevű robottal él együtt. A riporterek megpróbálnak interjút készíteni Harryvel, de a Delos emberei félbeszakítják őket és vissza kell térniük hotelszobáikba.
Másnap Ballard kipróbál egy álmok rögzítésére alkalmas gépet (ennek során találkozik és romantikus viszonyt létesít az előző részben Yul Brynner által megformált gyilkos fegyverforgató robottal), ezalatt Browning kilopakodik és Harryhez siet. A szerelővel eljutnak egy zárt ajtóhoz, melyen csak a robotok tudnak áthaladni. Felfedezve, hogy az ajtó nyitja a robotok szemében van, ártalmatlanná tesznek egy androidot és ellopott arcával bejutnak az ajtón. Ballarddal együtt belépnek és döbbenten fedezik fel a vendégek klónjait, köztük a sajátjaikat is. A klónokat a Delos érdekeinek szolgálatára és az eredetileg klónozott személy megölésére programozták be. A korábban szerzett borítékban talált információk alapján Browning rájön: a Delos célja a világ gazdag és befolyásos embereinek klónozása.
Mindhárman a menekülés mellett döntenek, a riporterek visszatérnek szállásukra, ahol már Dr. Duffy várja őket. Elmondja, hogy a világ vezetőinek klónozásával akarják biztosítani a Delos profitját és elkerülni, hogy megfelelő vezetők nélkül az emberség elpusztítsa a bolygót. A riporterekre azért volt szükség, mert klónjaik kedvező kritikákat írnak majd a parkról, elfeledtetve olvasóikkal a westworldi tragédiát. Emberfeletti erejével Duffy könnyen ártalmatlanná teszi a rátámadó Browningot, de Ballard lelövi a doktort, akiről kiderül, maga is robot volt. Harry a riporterekhez siet, de Browning klónja végez vele. Ballardot és Browningot is üldözőbe veszi saját hasonmása, végül mindkettővel végeznek – ekkor még nem derül ki, vajon a valódi személy vagy a klónja maradt-e életben. Amikor találkoznak, Browning szenvedélyesen megcsókolja a riporternőt (ezzel meggyőződve arról, hogy nem a nő klónja maradt életben).
A páros elhagyja a létesítményt és csatlakozik a többi távozó vendéghez. Dr. Schneider találkozik velük és a riporterek megerősítik: pozitív kritikákat fognak írni a Delos számára, ezzel megnyugtatva a gyanakvó doktort. Ahogyan Browning és Ballard eléri a kijáratot, felbukkan Ballard súlyosan sérült klónja és Schneider túl későn jön rá, hogy átverték. Hazafelé Browning közli kolléganőjével, hogy szerkesztőtársa már dolgozik a Delos leleplezésén és hamarosan az egész világ tudni fog a cég piszkos ügyleteiről.

## Szereplők
| Szerep                 | Színész         | Magyar hang    |
| ---------------------- | --------------- | -------------- |
| Chuck Browning         | Peter Fonda     | Tarján Péter   |
| Tracy Ballard          | Blythe Danner   | Dudás Eszter   |
| Dr. Duffy              | Arthur Hill     | Pálfai Péter   |
| fegyveres robot        | Yul Brynner     | Breyer Zoltán  |
| Dr. Schneider          | John P. Ryan    | Kapácsy Miklós |
| Harry Croft            | Stuart Margolin | Barbinek Péter |
| show-műsor házigazdája | Allen Ludden    |                |

## A film készítése
A négyhetes forgatás 1976. március 31-én fejeződött be, egyes jelenetekhez a NASA Houstonban található létesítményeit használták forgatási helyszínként. Az előző film szereplői közül csak Yul Brynner tért vissza, ismét a fegyverforgató robot szerepében. A televíziós kvízműsorok házigazdájaként híressé vált Allen Ludden ebben a filmben debütált színészként. Ez a film volt az első olyan amerikai produkció, melyet szélesebb közönség előtt bemutattak a Kínai Népköztársaságban.

## Fordítás
- Ez a szócikk részben vagy egészben  a   Futureworld című angol Wikipédia-szócikk fordításán alapul.  Az eredeti cikk szerkesztőit annak laptörténete sorolja fel. Ez a jelzés csupán a megfogalmazás eredetét és a szerzői jogokat jelzi, nem szolgál a cikkben szereplő információk forrásmegjelöléseként.